# Národní park Söderåsen

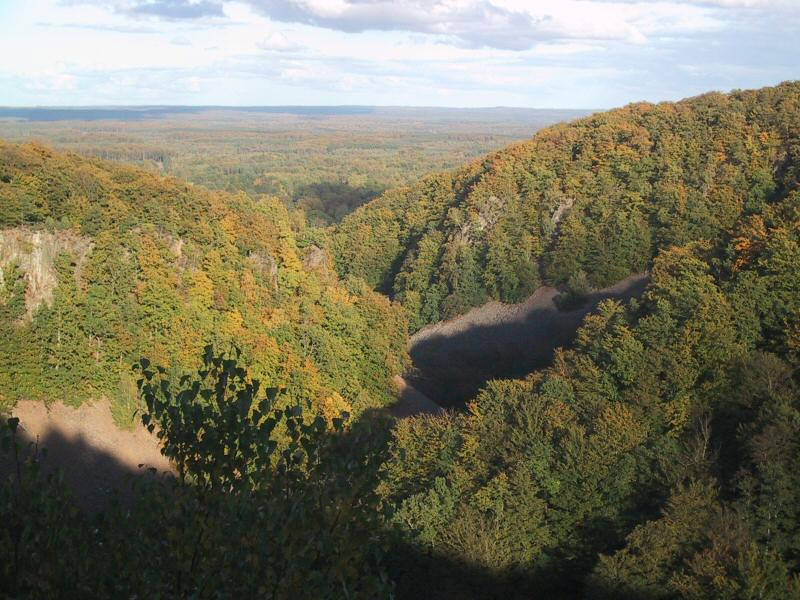
Pohled z části parku Kopparhatten

Národní park Söderåsen je švédský národní park založený roku 2001. Park se nachází 30 km východně od města Helsingborg a 65 km severně od města Malmö v nejjižnější švédské provincii Skåne. Rozkládá se na území 16 km2.

## Charakteristika
Park je velmi různorodý, nachází se v něm jak listnaté lesy, tak mohutné sutiny, vysoké útesy, tekoucí řeky i krásné výhledy. Nejčastěji je v parku navštěvováno místo Skäralid, dále pak vyhlídková místa Kopparhatten, Hjortsprånget a Lierna a jezero Odensjö.
Součástí parku je přírodní informační centrum (Naturum Skäralid) ve Skäralid, které slouží k lepší orientaci turistům, ale jeho součástí je i interaktivní výstava o přírodě a prodejna občerstvení.
Národní park i informační centrum jsou plně bezbariérové.